# Enéas Carneiro
Enéas Ferreira Carneiro, né le 5 novembre 1938 à Rio Branco et mort le 6 mai 2007 à Rio de Janeiro, est un homme politique brésilien. Figure du nationalisme brésilien, il est président Parti pour la reconstruction de l'ordre national (1989-2006) et député fédéral (2003-2007).

## Biographie
Après avoir défendu le socialisme scientifique et l'URSS dans sa jeunesse, il fonde en 1989 le Parti pour la reconstruction de l'ordre national (PRONA), classé à l’extrême droite, dont il prend la présidence. En 2006, il rejoint le Parti de la République (PR), né du regroupement du PRONA et du Parti libéral (PL).
Il se présente trois fois à la présidence de la république fédérative du Brésil : en 1989, 1994 et 1998. Il est également candidat, sans succès à la mairie de São Paulo en 2000.
En 2002, il est élu député fédéral pour l'État de São Paulo, obtenant plus d'1,57 million de votes, soit le deuxième plus gros score jamais enregistré dans le pays. Il attire à lui principalement un vote contestataire. Il mobilise aussi un électorat conservateur et ultranationaliste, comme les skinheads. Il est réélu à la Chambre des députés en 2006.
Il décède des suites d'une leucémie aiguë myéloïde, à l'âge de 68 ans, après avoir renoncé à un traitement de chimiothérapie. Son corps est incinéré le lendemain au crématorium da Santa Casa da Misericórdia de Rio de Janeiro.

## Prises de position
Enéas Carneiro est partisan du nationalisme et du conservatisme, et s'oppose au néolibéralisme et au socialisme. Ses positions politiques sont souvent placées à l'extrême droite, bien qu'il s'oppose à la classification gauche-droite, se définissant comme nationaliste uniquement.
Nationaliste et chrétien conservateur, il souhaite doter le Brésil de la bombe atomique, s'oppose aux privatisations bénéficiant à des intérêts étrangers, prêche contre l'avortement et affirme, avant de revenir sur ses propos, que l'homosexualité est « une maladie » .